# Fortun
Fortun (ang. Fortunian):
- w sensie geochronologicznym: pierwszy wiek terenewu (okres kambryjski), trwający około 12 milionów lat (od 541,0 mln do ~529 mln lat temu). Fortun jest najstarszą zdefiniowaną jednostką geochronologiczną tego rzędu; następujący po nim drugi wiek kambru nie ma jeszcze oficjalnej nazwy.
- w sensie chronostratygraficznym: pierwsze piętro terenewu w systemie kambryjskim.

Stratotyp dolnej granicy fortunu znajduje się na przylądku Fortune Head na półwyspie Burin na Nowej Fundlandii w Kanadzie; od niego też wywodzi się nazwa piętra (wieku). Odpowiada on pierwszemu pojawieniu się w zapisie kopalnym skamieniałości śladowej Trichophycus pedum. Wyznacza on zarazem początek epoki terenewu, okresu kambru, ery paleozoicznej i całego eonu fanerozoicznego.